# Paulus Heinz
Paulus (Josef) Heinz OSB (* 13. September 1914 in Gunzenhausen; † 17. Dezember 1995 in Plankstetten) war ein deutscher Ordensgeistlicher der Benediktiner und Abt des Klosters Plankstetten.

## Leben
Josef Heinz wurde am 13. September 1914 als Sohn der Eheleute Heinrich und Josefa Heinz im mittelfränkischen Gunzenhausen geboren. Sein Vater war am dortigen Finanzamt Steuerinspektor. Im frommen Elternhaus und in der Diaspora-Situation der katholischen Gemeinde seines Heimatortes wurde in dem talentierten Buben der Wunsch zum Priestertum geweckt. Nach dem frühen Tod des Vaters am 3. November 1921 schickte ihn seine Mutter an das humanistische Gymnasium nach Eichstätt, wo er bald Aufnahme in das Seminar St. Benedikt der dortigen Diözese fand.
Nach dem Abitur 1934 trat er in das Kloster Plankstetten ein und wurde am 8. Mai 1934 von Abt Jakobus Pfättisch eingekleidet. Im darauffolgenden Jahr legte er am 9. Mai die zeitlichen Gelübte ab und verband sich am 1. Mai 1938 durch die feierliche Profess auf Lebenszeit mit der Ordensgemeinschaft der Benediktiner. Seine philosophischen und theologischen Studien absolvierte er in Eichstätt, wo er am 29. Juli 1939 von Bischof Michael Rackl zum Priester geweiht wurde.
Zu Beginn des Jahres 1940 wurde Heinz zum Militär einberufen und leistete als Sanitäter fünf Jahre Dienst auf verschiedenen Kriegsschauplätzen in Frankreich, Russland und Dänemark. Von dort wieder heimgekehrt, nahm er nach kurzer Mitarbeit in der Seelsorge im November 1946 in München das Studium der Mathematik und Physik für das höhere Lehramt auf, das er 1952 mit dem Staatsexamen abschloss. Da Plankstetten zu dieser Zeit noch keine eigene Schule hatte, wenn sie auch schon geplant war, ging er von 1952 bis 1954 zur Aushilfe als Lehrer und Präfekt nach Scheyern, danach von 1954 bis 1958 als Lehrer nach Metten.
Aus dieser Tätigkeit heraus wählten ihn seine Mitbrüder nach der Resignation von Pfättisch am 27. Mai 1958 im ersten Wahlgang zu ihrem Abt. Der damalige Diözesanbischof Joseph Schröffer erteilte ihm am 11. Juli desselben Jahres die feierliche Benediktion. In dieser Funktion nahm er zunächst ab 1959 die dringende Sanierung der Klostergebäude in die Hand, ehe zwischen 1966 und 1970 die Klosterkirche restauriert und 1968 das ehemalige Brauereigebäude zur Bibliothek umgestaltet werden konnte. Auch bemühte er sich um die schon lange gehegten Schulpläne, sodass schließlich 1959/60 eine Mittelschule genehmigt und ein neues Schulgebäude im Innenhof des Klosters errichtet werden konnte. Dort fand Heinz nun wieder sein bevorzugtes Arbeitsfeld, weshalb er neben seinem äbtlichen Leitungsamt noch ein volles Stundendeputat und bis 1971 die Schulleitung übernahm. Seiner Begabung und Erfahrung als Lehrer war die schnelle staatliche Anerkennung der Bildungseinrichtung (1963) zu verdanken, die 1965 in „Realschule“ umbenannt und 1988 geschlossen wurde. Für diese Verdienste wurde Heinz am 21. März 1974 mit dem Bayerischen Verdienstorden ausgezeichnet.
Im klösterlichen Leben war ihm die vom Konvent gemeinsam gefeierte, durch das Konzil erneuerte Liturgie ein großes Anliegen, da er darin den Höhepunkt des gemeinsamen klösterlichen Lebens sah. Gerne war er auch zu Seelsorgsaushilfen bereit und übernahm in der Diözese Eichstätt zur Entlastung des Diözesanbischofs bereitwillig Firmungen und Pontifikalfunktionen. In all den Jahren seines äbtlichen Wirkens lastete das Problem des ausbleibenden klösterlichen Nachwuchses schwer auf ihm.
Am 28. Juli 1976 trat Heinz von seinem Amt zurück. Wie es die Statuten der Ordensgemeinschaft als Möglichkeit vorsehen, wählte er sich ein anderes Kloster, die Abtei Münsterschwarzach, als Aufenthaltsort, wo er zwischen September 1976 und Juli 1985 wiederum als geschätzter Lehrer am hiesigen Egbert-Gymnasium tätig war. Daneben entfaltete er abermals eine rege Tätigkeit als Firmspender in den Diözesen Eichstätt und Bamberg. Auch als er aus Altersgründen den Schuldienst aufgeben musste, fand er bei den Mitbrüdern in Münsterschwarzach gastliche Aufnahme und schließlich bereitwillige Pflege.
Ab 1990 kam Heinz zu wiederholten Aufenthalten nach Plankstetten, ehe er sich im Frühjahr 1995 entschloss, ganz in sein Professkloster heimzukehren. Er bezog ein Zimmer in der Krankenstation, da seine körperlichen, mehr aber noch seine geistigen Kräfte rapide nachließen. Wegen eines Oberschenkelhalsbruchs musste er Ende November das Krankenhaus der Barmherzige Brüder in Regensburg aufsuchen. Von dort zurückgekehrt, erholte er sich nicht mehr und verstarb am 17. Dezember 1995 im Beisein von Abt Gregor Maria Hanke OSB.